# Eddie Chambers
Eddie Chambers (Pittsburgh, 1982. március 29. –) amerikai profi ökölvívó.
Nagyon fiatalon  mindössze 18 évesen (80 amatőr mérkőzés után) már profinak állt.
Magassága: 181 cm.

## Profi karrierje
2000. december 29-én vívta első profi mérkőzését.
- 2007. február 9-én egy amerikai nehézsúlyú címért rendezett mérkőzésen legyőzte a veretlen	Derrick Rossyt.
- 2007. május 4-én 10 menetben pontozással verte a valaha nagy reménységnek tartott Dominick Guinnt.
- 2007. november 2-án IBF nehézsúlyú kihívói jogáért rendezett négyes torna (Byrd-Povetkin / Brock-Chambers) részeként Calvin Brock ellen mérkőzött. A mérkőzést megosztott pontozással nyerte meg.
- 2008. január 26-án 12 menetes egyhangú pontozással kapott ki a hozzá hasonlóan veretlen orosz Alekszandr Povetkintól és vesztette el veretlenségét.

Mérlege: 32 mérkőzés, ebből 31 győzelem (17 időn belül) és egy vereség.